# 日本自動車流通研究所
一般社団法人日本自動車流通研究所（にほんじどうしゃりゅうつうけんきゅうじょ、英語表記：Japan Automobile Distribution Research Institute）は、自動車流通業界の業界団体である。略称は「JADRI（ジャドリ）」

## 概要
2005年（平成17年）に、企業間で共同事業検討会を立ち上げたのが始まり。前身の買取協議会を6社で立ち上げ、業界の健全化と次世代の市場創出を協議するために組織し、営利を目的としない。
2010年1月は参加企業数22社。2016年7月は参加企業数76社。

## 事業内容
一括査定事業連絡協議会
中古車一括査定についての情報収取
主要メディアの効果検討
小売・共有在庫事業部会
JADRI NETを活用した共有在庫サイトの運営
新規事業部会
会員に対しての新規サービス提供

## 沿革
- 2005年10月25日 - 「買取協議会」発足。
- 2006年10月12日 - 有限責任中間法人日本自動車流通研究会へ法人化。
- 2007年7月6日 - 有限責任中間法人日本自動車流通研究会の法人設立。
- 2009年5月12日 - 一般社団法人日本自動車流通研究所へ法人名変更。

## 組織

### 代表者
- 初代代表理事：井上貴之（株式会社カーセブンディベロプメント代表取締役）
- 第2期代表理事：須知成裕（株式会社ウッドストック代表取締役）
- 第8期・9期代表理事：岩崎孝（株式会社インディオ富山　代表取締役）
- 第10期11期12期13期代表理事：磯貝哲也（株式会社ネクステージ　執行役員）
- 第14期代表理事（現任）：岩崎孝（株式会社インディオ富山　代表取締役）

## 加盟企業
- ホームネットカーズ株式会社
- アドバンスオートモービル株式会社
- オンリーワン株式会社
- 株式会社ニーズ
- 株式会社ノースグラフィック
- 株式会社エーエスケイ
- 株式会社ステージワンモータース
- 株式会社ジャンプジャパン
- 有限会社トラストレーディング
- 市原自動車センター株式会社
- カーコンビニ倶楽部株式会社
- 株式会社ロペライオ
- 株式会社翼エンタープライズ
- 株式会社ジーエフシーサービス
- 株式会社ジーアフター
- ユナイト株式会社
- 有限会社ロイヤル
- 株式会社くぼ田
- 株式会社シマ商会
- 株式会社コンチネンタルオートス
- 有限会社ガッツ
- 株式会社カーズネット
- 株式会社オートスタイルトレーディング
- 株式会社カーネーション
- 株式会社オークショントレード
- 有限会社クール
- 株式会社石長グローバルモータース
- 株式会社ジング
- 有限会社ビーライン
- 株式会社レッツ
- 株式会社扇
- 株式会社アイランドオート
- 株式会社アイル
- 株式会社はなまる
- 北山自動車株式会社
- 株式会社ENG
- 株式会社DreamCompany
- 株式会社明治屋自動車
- 有限会社アラジンファクトリー
- 株式会社オートプラザ
- TAX鳥栖
- 城南石油株式会社
- 道央自動車株式会社
- 株式会社Alive
- 有限会社オートショップオーエス
- 有限会社ムラタ商事
- 株式会社JUCC
- 株式会社トップランク
- 株式会社POEM

## 賛助企業
- あいおいニッセイ同和損害保険株式会社
- 株式会社損害保険ジャパン
- 日本興亜損害保険険株式会社
- 株式会社オリエントコーポレーション
- 株式会社ジャックス
- 株式会社メディア4u